# پادشاه جینجی
پادشاه جینجی (ر. ۵۷۶–۵۷۹ میلادی) بیست و پنجمین فرمانروای پادشاهی شیلا در کره بود. او سه سال پس از به قدرت رسیدن توسط بانو میشیل و ملکه سادو از سلطنت خلع شد.

## زندگی‌نامه
نام زمان تولد پادشاه جینجی، ساریون (사륜، 舍輪) یا گئومریون (금륜، 金輪) بود، و او دومین پسر جین هونگ، پادشاه شیلا و ملکه سادو از قبیله پارک بود. برادر بزرگتر او، ولیعهد دونگریون، در سال ۵۷۲ میلادی درگذشت و ساریون به عنوان ولیعهد منصوب شد.

## دوران حکمرانی
شیلا در دوران سلطنت جینجی همچنان با حملات بکجه روبرو بود. در سال دوم سلطنتش (۵۷۷ میلادی)، باکجه به غرب شیلا حمله کرد. ارتش شیلا به فرماندهی سجونگ (세종، 世宗) باکجه را شکست داد و جینجی چندین قلعه از جمله قلعه ناریسهئو (내리서성، 內利西城) ساخت. با این حال، سال بعد، شیلا قلعه آریاسان (알야산성، 閼也山城) را در جنگ باکجه از دست داد. در سال ۵۷۹ میلادی، باکجه سه قلعه شیلا، از جمله قلعه ناریسیئو را تصرف و چندین مسیر اصلی را ویران کرد.
در سال ۵۷۸ میلادی، جینجی فرستاده‌ای را نزد چن در جنوب چین فرستاد تا روابط دیپلماتیک خود را حفظ کند.

## پایان پادشاهی و مرگ او
با این حال، به گفته سامگوک یوسا: در زمان سلطنت او، دربار درگیری داشت و مقامات و وزیران به شدت با همدیگر اختلاف داشتند. و حملات بی وقفه نیروهای باکجه خسارت بزرگی را برای شیلا به همراه داشت، اما پادشاه آنها را نادیده گرفت و به زندگی مجلل خود ادامه داد و جز نوشیدنی و ضیافت با زنان مختلف کاری انجام نداد. در نتیجه مقامات و مردمش از او خواستند که از سلطنت کناره‌گیری کند. او ۳ ماه پس از برکناری از سلطنت در حبس درگذشت.
به گفته هوارنگ سه‌گی: گفته می‌شود که او توسط مادرش، ملکه سادو، به دلیل امتناع از ازدواج با خواهرش (در برخی روایت‌ها، خواهرزاده‌اش میشیل) از سلطنت خلع شد. او قول داد که با او ازدواج کند و او را ملکه خود کند، اما به محض اینکه تاج و تخت را به دست گرفت، نظرش تغییر کرد. پس از اینکه عمیقاً عاشق زن دیگری شد، علاقه خود را به او از دست داد. آنها شایعه‌ای را منتشر کردند که آسمان‌ها شیلا را به دلیل داشتن یک پادشاه بداخلاق، رها کرده‌اند، در نتیجه آنها سرزمین‌های خود را در برابر باکجه از دست دادند. از او خواستند که از سلطنت کناره‌گیری کند تا به بهشتیان دلجویی کنند. او سپس به زندان فرستاده شد و سه ماه بعد درگذشت. برادرزاده او که در آن زمان تنها ۱۰ سال داشت، سپس به عنوان پادشاه جدید معرفی شد، اما از آنجایی که او هنوز برای سلطنت بسیار جوان بود، ملکه سادو سال‌ها به عنوان نایب السلطنه او عمل کرد.
پادشاه در ژوئیه سال ۵۷۹ میلادی درگذشت و پس از مرگ، جینجی نام گرفت. او در شمال معبد یونگیونگ (영경사، 永敬寺) به خاک سپرده شد.

## افسانه‌ها
هوارنگ سه‌گی می‌گوید: شاه جینجی عاشق یک دختر دهقانی شد و او را به قصر آورد تا او را یکی از کنیزهای خود کند. اما زن قبول نکرد زیرا قبلاً با مرد دیگری ازدواج کرده بود. از او خواست که او را رها کند و نزد شوهرش بازگردد. پادشاه از او پرسید که آیا می‌دانست که می‌تواند به خاطر امتناع او بمیرد؟ زن به او گفت که می‌داند، اما با وجود این، باز هم قبول نکرد، زیرا نمی‌تواند همزمان با داشتن دو شوهر زندگی کند. پادشاه دوباره از او پرسید که آیا می‌دانی که می‌تواند شوهرش را هم بدون مشکل بکشد؟ زن به او گفت که می‌داند اما ترجیح می‌دهد بمیرد تا با مرد دیگری زندگی کند. سپس پادشاه از او پرسید که اگر ازدواج نکرده باشد می‌تواند او را بپذیرد؟ زن پاسخ داد: بله. بالاخره او را رها کرد. در همان سال، پادشاه جینجی از سلطنت کنار رفت و درگذشت. دو سال پس از مرگ او، شوهر این زن نیز درگذشت. ده روز پس از مرگ شوهر، روح پادشاه جینجی به ملاقات زن در خانه اش رفت و به او یادآوری کرد که گفته‌است اگر ازدواج نکرده باشد، او را می‌پذیرد. سپس زن این موضوع را به مادر و پدرشوهرش گفت و از آنها رضایت خواست. والدین شوهر متوفی از ترس این که مبادا در صورت سرپیچی از پادشاه، پسرشان در آخرت دچار عذاب شود، به او اجازه دادند و به این ترتیب هفت روز خانه زن پر از دود و بوی عود شد. پس از هفت روز، دود و عطر از بین رفت. روح پادشاه جینجی نیز رفت. به زودی این زن باردار شد و فرزندی به نام «بیه‌یونگ» به دنیا آورد. هنگامی که پادشاه جین پیونگ متوجه این موضوع شد، بیه‌یونگ را با خود برد و او را در داخل کاخ بزرگ کرد. وقتی بیهیونگ بزرگ شد، خادمان کاخ به پادشاه گزارش دادند که بیه‌یونگ اغلب شب‌ها کاخ را ترک می‌کند. پادشاه از خدمتکاری خواست که بیه‌یونگ را دنبال کند و بفهمد کجا رفته‌است. همان‌طور که مشخص شد، بیه‌هونگ در واقع هر شب با دوستان ارواح خود در تپه‌های رودخانه هوانگ چئون در غرب شهر ملاقات می‌کرد. وقتی پادشاه این موضوع را شنید، از بیه‌یونگ خواست تا پلی روی رودخانه بسازد. بیه‌یونگ و ارواح پل را فقط در یک شب ساختند و نام آن را «گویگیو» یا پل ارواح گذاشتند. نام یکی از این ارواح گیلدال بود که بیه‌یونگ او را به دربار سلطنتی توصیه کرد. وظیفه نگهبانی معبد به گیلدال داده شد. یک شب، گیلدال به روباه تبدیل شد و تصمیم گرفت فرار کند. بیه‌یونگ او را تعقیب کرد و او را کشت. به همین دلیل، ارواح شروع به ترس از بیه‌یونگ کردند. آنها تصمیم گرفتند کاخ را ترک کنند و دیگر برنگشتند. یکی از روباه‌ها، روباه طلایی بود که بعداً توسط کیم یوشین در حالی که می‌خواست به معشوق کیم یوشین آسیب برساند، کشته شد.

## خانواده
- پدر: جین هونگ، پادشاه شیلا (진흥왕، 眞興王) (۵۲۶–۵۷۶ میلادی)
  - پدربزرگ: Galmunwang Ipjong (입종 갈문왕, 立宗 葛文王) (?–۵۳۷ پس از میلاد)
  - مادربزرگ: ملکه مادر جیسو (지소태후، 只召太后) (?–۵۷۴ میلادی)
- مادر: ملکه سادو قبیله پارک (사도왕후 박씨، 思道王后 朴氏 ((?–۶۱۴ میلادی)
  - پدربزرگ: پارک یئونگ‌سیل (박영실، 朴英失)
  - مادربزرگ: شاهدخت اوکجین از خاندان سلطنتی کیم (옥진궁주 김씨، 玉珍宮主 金氏).
- همسران و فرزندان آنها:

1. ملکه جیدو از قبیله پارک (지도부인 박씨، 知道夫人 朴氏).
  1. کیم یونگچون (김용춘، 金龍春) (۵۷۹–۶۴۶ میلادی).
2. بانو دوهوا (도화녀، 桃花女).
  1. کیم بیهیونگ (김비형، 金鼻荊) (۵۸۱–? میلادی)
3. شاهدخت بومیونگ (보명궁주)، دختر ملکه جیسو و گو جین.
  1. شاهدخت سوک میونگ (석명공주).
  2. شاهدخت یانگ میونگ (양명공주).

## فرهنگ عامه
- توسط ایم هو در سریال تلویزیونی ملکه سوندوک از بنگاه پخش مونهوا (MBC) ۲۰۰۹ به تصویر کشیده شد.
- به تصویر کشیده شده توسط سون هیو-ون در سریال رؤیای فرمانروای بزرگ در سال ۲۰۱۲ میلادی از بنگاه پخش مونهوا (MBC).
- به تصویر کشیده شده در سریال تلویزیونی Chronicles of Korea از سامانه سخن‌پراکنی کره (KBS)، ۲۰۱۷.